# Skrižanj Mali
Koordinati:   43°42′03″N, 15°31′12″E
Skrižanj Mali je nenaseljen otoček v Jadranskem morju. Pripada Hrvaški.
Skrižanj Mali leži v Narodnem parku Kornati nekaj deset metrov zahodno od Skrižnja Velikega in okoli 1 km severno od Kurbe Vele. Površina otočka je 0,012 km², dolžina obale meri 0,46 km. Najvišji vrh je visok 10 mnm.